# آلاجامع، صندوق‌لی
آلاجامع (به ترکی: Alacami) روستایی در ترکیه است که در استان افیون قره‌حصار واقع شده‌است.

## پیشینه
نام این روستا از مسجد جامعی به نام «آلاجه جامع» در نوسینیه در شمال شرق موستار در بوسنی گرفته شده‌است. مردم محل از تبار بوسنیایی هستند که به دلیل آزار و اذیت چتنیک‌های صرب از بییلو پله گریختند و در جنگ ۱۸۹۳ آنها به آدانا چوکوروا آمدند. مهاجران اهل سارایوو (سرای بوسنی) و به‌طور کلی موستار روستاهای خود را در زمین بزرگی که در محل کنونی آلاجامع توسط حکومت عثمانی اهدا شد، ایجاد کرد.
روستای آلاجامع تنها ۲۴ کیلومتر با شهر صندوق‌لی فاصله دارد. ۶۰–۷۰ خانوار و ۵۰۰ نفر جمعیت در روستا وجود دارد و امروز هم همه بوسنیایی صحبت می‌کنند. از آنجایی که شغلی جز کشاورزی و دامداری ندارند، همه تحصیل کرده‌اند و کارمند دولتی شده‌اند و همچنان به عنوان کارمند در مناطق مختلف ترکیه به کار خود ادامه می‌دهند. مردم محل به جز چند استثنا، اکثرا با بوسنیایی‌ها ازدواج کرده‌اند. هیچ سکونتگاه بوسنیایی دیگری در افیون قره‌حصار و اطراف آن وجود ندارد.